# Relaciones Finlandia-Palestina
Las relaciones Finlandia-Palestina hacen referencia a las relaciones internacionales entre Finlandia y el Estado de Palestina. Finlandia apoya una solución de dos Estados al conflicto palestino-israelí. Finlandia no reconoce a Palestina como un estado independiente.
Taissir Al Adjouri es actualmente el embajador palestino en Finlandia. Finlandia dispone de una oficina de representación en Ramala.

## Historia
Palestina estableció una oficina de representación en Finlandia en la década de 1980. En 1994, Finlandia comenzó a cooperar con los palestinos en materia de desarrollo. Finlandia estableció una oficina de representación en Ramala en 1999.
En 2014, Finlandia convirtió su oficina en Ramala en un puesto diplomático. Finlandia asignó 24 millones de euros a Palestina para potenciar la educación, construcción del Estado, sociedad civil y fortalecimiento de la resiliencia para el período 2021 a 2024,. Aportó 2 millones de euros a hospitales de Jerusalén Este en 2021. Firmó un acuerdo plurianual con la Agencia de Obras Públicas y Socorro de las Naciones Unidas para los Refugiados de Palestina en el Cercano Oriente el 29 de marzo de 2023. La ayuda de Finlandia se enfoca en Jerusalén Este, Gaza y la Zona C de Cisjordania.
Finlandia condenó a Hamás tras el ataque contra Israel en 2023 e inició una revisión de su ayuda a Palestina. En diciembre la revisión publicó un informe confirmando que ningún fondo de Finlandia llegó a Hamás. Elina Valtonen, ministra de Asuntos Exteriores de Finlandia, reiteró el apoyo de Finlandia a una solución de dos Estados. Informó que se encontraban algunos ciudadanos finlandeses atrapados en Gaza. Finlandia está tramitando una compra a Israel de un David's Sling, un sistema de defensa aérea, valorado en 345 millones de dólares. Este acuerdo ha sido criticado por las acciones de Israel en Gaza.